# Тюттлебен
Тюттлебен (нім. Tüttleben) — громада в Німеччині, розташована в землі Тюрингія. Входить до складу району Гота. Складова частина об'єднання громад Нессеауе.
Площа — 7,26 км2. Населення становить 758 ос. (станом на 31 грудня 2021).